# Hylophilus sclateri
Hylophilus sclateri là một loài chim trong họ Vireonidae.